# Demetrios II Aetolicus
Demetrios II Aetolicus (grekiska: Δημήτριος Β΄ ο Αιτωλικός), född 275, död 229 f. Kr., var kung av Makedonien från 239 f.Kr. till 229 f.Kr.
Han var gift med Stratonike, drottning av Makedonien, Nicaea av Korinth, Phthia av Epirus och Chryseis. Han efterträddes av sin kusin, eftersom hans son var omyndig.
Barn
- Filip V av Makedonien